# Brucină
Brucina este un alcaloid cu nucleu stricnanic strâns înrudit cu stricnina. Se găsește în plante ca Strychnos ignatia (bobul Sfântului Ignațiu), originară din Extremul Orient (Filipine, Vietnam, S-E Chinei), și Strychnos nux vomica (arborele de stricnină), care crește spontan în Estul Indiei, Malayesia și Australia. Este o neurotoxină puternică, dar acțiunea ei toxică este mult mai mică comparativ cu stricnina. Are gust amar, fiind considerată standardul de referință pentru determinarea amărelii unei substanțe. În medicină se folosește pentru reglarea presiunii sanguine.